# Trois-Ponts
Trois-Ponts es una comuna de la región de Valonia, en la provincia de Lieja, Bélgica. A 1 de enero de 2019 tenía una población estimada de 2553 habitantes.

## Geografía
Se encuentra ubicada al este del país, en el macizo de las Ardenas al confluencia de los ríos Amblève y Salm.

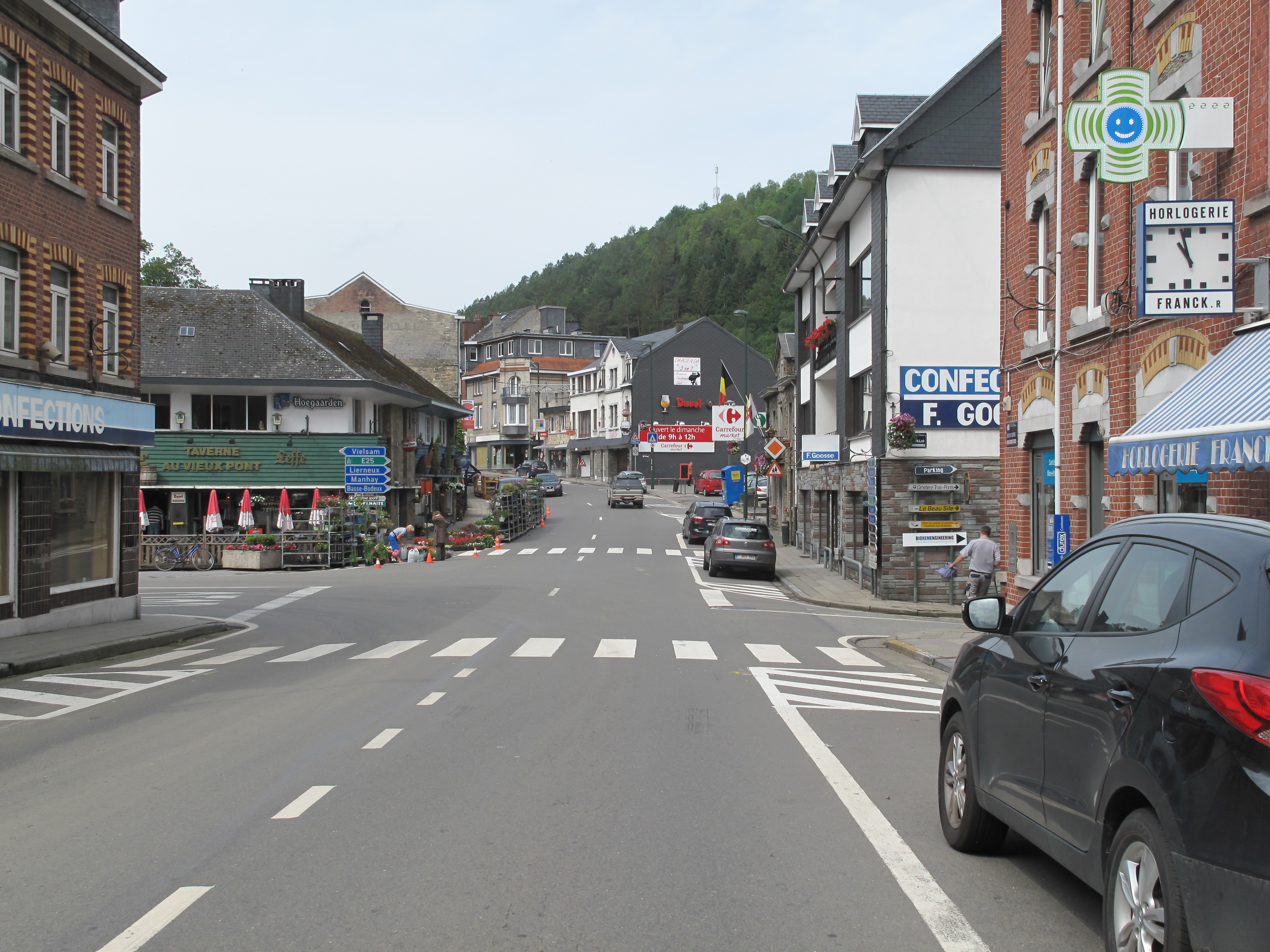
Trois Ponts, vista en la rue Centre

### Secciones del municipio
El municipio comprende los antiguos municipios, que se fusionaron en 1977:
| - Fosse - Wanne - Basse-Bodeux |

### Pueblos y aldeas del municipio
- en Basse-Bodeux: Haute-Bodeux.
- en Fosse: Bergeval, Brume , Henri-Moulin, Mont-de-Fosse, Rochelinval, Saint-Jacques, Trois-Ponts.
- en Wanne: Aisomont, Hénumont, Lavaux, Logbiermé, Neuville, Spineux, Wanneranval.

## Demografía

### Evolución
Todos los datos históricos relativos al actual municipio, el siguiente gráfico refleja su evolución demográfica, incluyendo municipios después de efectuada la fusión el 1 de enero de 1977.
| Gráfica de evolución demográfica de Trois-Ponts entre 1846 y 2019 |
|                                                                   |